# LGA 4189
LGA 4189是一款由英特尔开发的一款CPU插座，采用平面网格阵列封装（LGA），被Cooper Lake系列和Ice Lake-SP系列的中央处理器采用。
该CPU插座存在2个互不兼容的版本：分别为用于Cedar Island平台和Cooper Lake的Socket P5，以及用于Whitley平台和Ice Lake-SP的Socket P4。